# بير كريستيان إليفسن
بير كريستيان إليفسن (بالنرويجية البوكمول: Per Christian Ellefsen)‏ هو ممثل نرويجي، ولد في 14 فبراير 1954 في النرويج.

## وصلات خارجية
- بير كريستيان إليفسن على موقع IMDb (الإنجليزية)
- بير كريستيان إليفسن على موقع ألو سيني (الفرنسية)
- بير كريستيان إليفسن على موقع ميوزك برينز (الإنجليزية)
- بير كريستيان إليفسن على موقع أول موفي (الإنجليزية)
- بير كريستيان إليفسن على موقع قاعدة بيانات الأفلام السويدية (السويدية)
- بير كريستيان إليفسن على موقع قاعدة بيانات الفيلم (الإنجليزية)
- بير كريستيان إليفسن على موقع كينوبويسك (الروسية)